# James Hamilton McLean
James Hamilton McLean (Detroit, 17 giugno 1936 – 11 novembre 2016) è stato un naturalista statunitense, malacologo specializzato in gasteropodi marini.
Ha lavorato su molte famiglie di gasteropodi del Pacifico orientale, tra cui Fissurellidae, Trochidae, Turbinidae e Liotiidae, e Ha inoltre scoperto ed esaminato gasteropodi che vivono in acque profonde nelle vicinanze di sorgenti idrotermali..
Durante la sua attività McLean ha descritto circa 400 nuove specie, lavorando inoltre come curatore del Natural History Museum of Los Angeles County (museo di storia naturale della contea di Los Angeles) dal 1964 al 2001 e successivamente insignito del titolo di Curator Emeritus (curatore emerito) fino alla sua morte avvenuta nel novembre 2016.